# Верхне-Араслановское водохранилище
Верхне-Араслановское водохранилище — недостроенное водохранилище на границе Челябинской области и Республики Башкортостан на реке Уфа, строительство которого было начато, но так и не было закончено. Элементы частично построенной дамбы находятся возле села Белянка (баш. Билән), ниже по течению реки от г. Нязепетровск. Названо по селу Арасланово, расположенного ниже по течению реки Уфа.
Подготовительные работы были начаты 27 марта 1986 года.
При заполнении (1996 год) были бы затоплены территории вдоль реки Уфа и в нижнем течении прилегающих притоков. В связи с попаданием в зону затопления при заполнении водохранилища 5 населённых пунктов, для переселения населения проживающего в них, было спроектировано и начато строительство «центральной усадьбы Нязепетровский» в 1991—1995 г.г. для заселения 430 человек.
Котловина и элементы плотины водохранилища отчетливо видны на спутниковых снимках.
Строительство Верхне-Араслановского водохранилища планировалось как составной части системы водоснабжения Свердловского промрайона, в дополнение к Нязепетровскому водохранилищу.